# 엑토르 에레라
엑토르 미겔 에레라(스페인어: Héctor Miguel Herrera, 1990년 4월 19일 ~ )는 멕시코의 축구 선수로, 톨루카와 멕시코 축구 국가대표팀에서 뛰고 있다. 포지션은 중앙 미드필더이다.
그는 상대 선수들에게서 공을 끊어내거나 볼을 배급하고 슈팅을 때리는 기회를 만들어내는 "클래식 박스 투 박스" 미드필더로서 유명하다.
2022년 7월 아틀레티코 마드리드와 계약 만료 후 휴스턴 다이너모로 이적했다.

## 클럽 경력

### 파추카
티후아나에서 출생한 에레라는 파추카 유스팀에 입단하면서 축구 생활을 시작하였다. 그는 유스팀에 있던 시절 소리요(zorrillo, 스컹크), 소로(zorro, 여우)라는 별명이 있었다.
에레라는 2011년 7월 23일 산토스 라구나에게 1-4로 패배한 경기에서 파추카 소속으로 리그 데뷔전을 치렀다. 그는 14경기에 출전하며 골든볼을 차지하였고 2011년 아페르투라의 루키가 되었다.

### 포르투

#### 2013-14 시즌
2013년 6월 28일, 에레라가 포르투갈의 클럽 포르투에 이적료 8백만 유로에 이적을 한다고 알려졌다. 엑토르 에레라는 2013년 7월 13일 발레컵(Valais) 결승전에서 올랭피크 드 마르세유를 상대로, 후반 30분에 페라난두의 교체 선수로서 출전하며 비공식 팀 데뷔전을 치렀다. 멕시코 출신의 선수인 디에고 레예스 역시도 이 경기에서 데뷔전을 치렀고 3-0 승리를 거뒀다. 에레라는 2013년 8월 18일, 비토리아를 3-1로 승리한 경기에서 후반 82분 루초 곤살레스의 교체 선수로 출전하며, 공식 데뷔전을 치렀다. 10월 6일, 3-1로 승리한 아로카 원정경기에서 포르투에서 첫 90분 풀타임을 뛰었다.
2013년 10월 22일, 제니트 상트페테르부르크를 상대로 한 챔피언스리그에서, 에레라는 경고 누적으로 대회에서 가장 빠른 퇴장 기록을 세우며, 퇴장당했다.
2012년 12월 20일, 에레라는 올랴넨스를 4-0으로 이긴 경기에서 첫 리그 데뷔 골을 넣었다. 이 골은 교체 출전한 지 8분 만에 발리 슛을 통하여 들어간 득점이었다.

## 국가대표 경력

### 멕시코 U-23
에레라는 런던에서 열린 2012년 하계 올림픽에 참가하였다.
에레라는 호세 마누엘 데 라 토레 감독에 의해서, 2012년 10월 12일 가이아나 그리고 10월 16일에 열린 엘살바도르와의 2014년 FIFA 월드컵 북아메리카 지역 3차 예선에서 멕시코 축구 국가대표팀에 소집되었다. 그는 멕시코가 2-0으로 승리한, 엘살바도르와의 경기에서 성인대표팀 첫 데뷔전을 치렀다.
에레라는 또한 브라질에서 열린 2013년 FIFA 컨페더레이션스컵에도 참가하였다.

## 수상 경력

### 클럽
포르투
- 프리메이라 리가: 2017–18
- 포르투갈 리그컵: 2013, 2018

### 국가대표팀
멕시코 U23
- CONCACAF 올림픽 (1): 2012[8]
- 툴롱 토너먼트 (1): 2012[9]
- 하계 올림픽 (1): 2012

### 개인
- 툴롱 최고 선수상: 2012[10]

## 같이 보기
- A매치 100경기 이상 출전한 축구 선수 명단